# Holger Mühlbauer

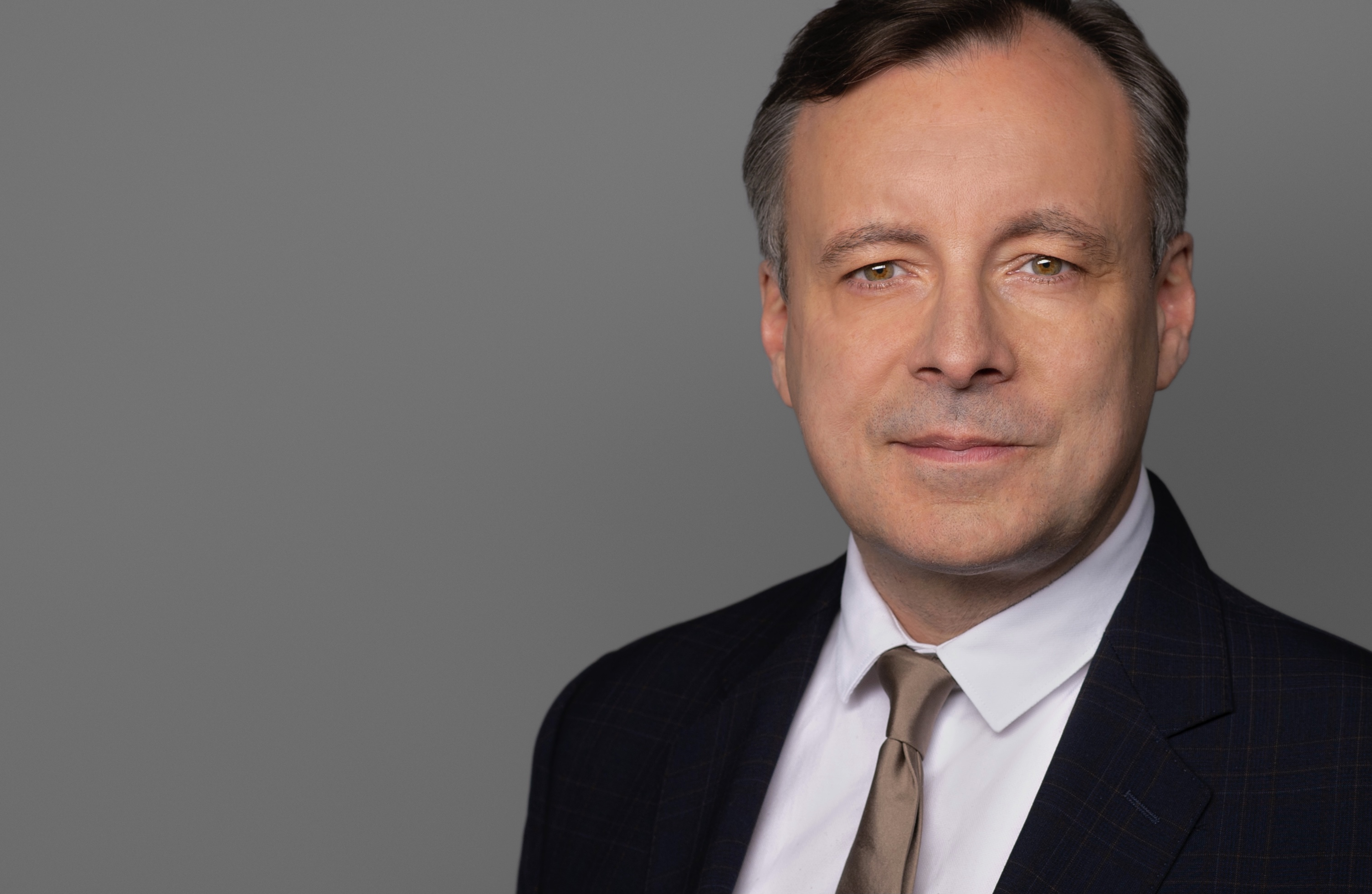
Holger Mühlbauer

Holger Mühlbauer (* 1964) ist ein deutscher Jurist, der auf Normen, internationale Standards und IT-Sicherheit spezialisiert ist. Er ist seit 2009 Geschäftsführer des Bundesverbandes IT-Sicherheit e.V. (TeleTrusT).

## Leben
Nach Lehre und Militärdienst studierte Mühlbauer Rechtswissenschaften und arbeitete als wissenschaftlicher Mitarbeiter an der TU Berlin im Fachbereich Informatik, insbesondere auf den Gebieten Datenschutzrecht und Informationsrecht. Er schrieb seine Dissertation 1994 zum Thema Einwohnermeldewesen und Bevölkerungskontrolle. Im Anschluss arbeitete er für die Kassenärztliche Vereinigung in Berlin. Seit 1996 war er für das Deutsche Institut für Normung (DIN) in Berlin tätig, als Geschäftsführer des Normenausschusses für Gebrauchstauglichkeit und Dienstleistungen. 2000 ging Mühlbauer zur entsprechenden österreichischen Organisation Austrian Standards International in Wien. Er war als Committee Secretary Verhandlungskoordinator beim Europäischen Komitee für Normung (CEN) und der Internationalen Organisation für Normung (ISO) in Bereichen wie „Tourism services“, „Personal financial planning“, „Psychological assessment“, „Online Access Panels“, „Brand valuation“, „Learning services for non-formal education and training“, „Print media surveys“ und „Rating services“. Er initiierte das ISO-Projekt „Monetary brand valuation“ und ist Auditor für Normen wie ISO 20252 (Anforderungen an Markt-, Meinungs- und Sozialforschung) und für ISO 10668 (Anforderungen an Markenbewertungsverfahren).
Seit 2009 ist Mühlbauer Geschäftsführer des Bundesverbandes IT-Sicherheit e.V. (TeleTrusT), des Kompetenznetzwerks für die Sicherheit von Informations- und Kommunikationstechnologien. 2020 trug er zum Programm Economy 4.0 – Die Digitalisierung der Wirtschaft der Wirtschaftswoche bei. Mühlbauer koordiniert die jährlichen Technologiepräsentationen „IT Security made in Germany“ auf der RSA Conference San Francisco und auf der GISEC Dubai.
2018 war Mühlbauer einer der formellen Beschwerdeführer, die zusammen mit dem Bundesverband IT-Sicherheit Verfassungsbeschwerde gegen das vom Deutschen Bundestag beschlossene und in Kraft getretene „Gesetz zur effektiveren und praxistauglicheren Ausgestaltung des Strafverfahrens“ einreichten, insoweit der Gesetzgeber darin die Rechtsgrundlagen für die Quellen-Telekommunikationsüberwachung (Quellen-TKÜ) und die Online-Durchsuchung erweiterte und Grundrechte in Bezug auf das Fernmeldegeheimnis einschränkte, bzw. gegen den mit dem Gesetz legalisierten Einsatz von sogenannten „Staatstrojanern“. Nach mehrjähriger Bearbeitungsdauer nahm das Bundesverfassungsgericht per Beschluss vom 17. April 2023 die Verfassungsbeschwerde nicht zur Entscheidung an (AZ 176/23 bzw. 178/23). Der Bundesverband IT-Sicherheit kommentierte und kritisierte die Nichtannahme in einer Stellungnahme.

## Veröffentlichungen
Mühlbauer verfasste Fachliteratur und Praxiswörterbücher, die im Beuth Verlag erschienen, darunter:
- 2020 Praxiswörterbuch / Brand valuation (englisch)
- 2019 Konferenz-Englisch / Stichwörter und Wendungen für englischsprachige Sitzungen (deutsch/englisch)
- 2019 Praxiswörterbuch / ISO-Terminologie für Markt-, Meinungs- und Sozialforschung (englisch/deutsch)
- 2018 Made in Germany – als Marke und Kennzeichnung / Möglichkeiten und Einschränkungen
- 2015 Kurze Einführung in die Normung / Das Wesentliche zu DIN, CEN und ISO